# Markale
Markale (Gradska tržnica markale) er bygning i Sarajevo i Bosnien-Herzegovina, der fungerer som markedsplads. Bygningen blev opført i 1894-1895, da Sarajevo var en del af Østrig-Ungarn.
August Butsch fremstår som arkitekt i de oprindelige dokumenter, omend dette er tvivlsomt. Bygningen, der står opført i neorenæssancens stil, blev indviet under navnet 'Markthalle für Sarajevo'; hvorfor det slaviske Markale er udledt.
Det udendørs, grønne marked i nærheden går også under navnet Markale. Stedet dannede i 1994 og 1995 scene for to af de værste massakrer i byen i løbet af de knapt fire år, hvor Sarajevo var belejret. I dag er Markale et nationalmonument i Bosnien-Herzegovina.